# Rostislav Vojáček (1969)
Rostislav Vojáček (* 8. listopad 1969) je bývalý český fotbalista, obránce. Je synem československého fotbalového reprezentanta Rostislava Vojáčka.

## Fotbalová kariéra
V české lize hrál za FC Baník Ostrava. Nastoupil v 5 ligových utkáních. Ve druhé lize hrál za Fotbal Třinec a NH Ostrava.

## Ligová bilance
| Ročník                          | Zápasy | Góly | Klub             |
| ------------------------------- | ------ | ---- | ---------------- |
| 1. česká fotbalová liga 1994/95 | 5      | 0    | FC Baník Ostrava |
| CELKEM                          | 5      | 0    |                  |